# Retabl
Retabl (fra. rétable< špa. retablo< katal. retaule< stkatal. reataule< stlat. retrotabulum, retro - straga + tabula - daska, ploča) je nadgradnja koju se postavlja iza i iznad oltarne menze. Istovremeno je i okvir oltarne slike (vidi oltarna pala). Javlja se u 11. stoljeću. Uloga retabla bila je podupirač koji je nosio relikvije. U tom stoljeću premjestilo ih se između oltara i zida apside. Nosač je vremenom dobivao dekoracije slikama iz više dijelova (diptih, triptih, poliptih). Gotičko razdoblje retabl razvija u krilni oltar. Renesansa i barok donose novu ulogu i oblik. Retabl postaje arhitektonski, od arhitektonskih elemenata poput stupova, vijenaca, voluta i dr. Unutar tih elemenata smještena je glavna slika (oltarna pala) ili kip. Rubni dio ukrašen je kipovima: u donjem dijelu sveci, u gornjem dijelu anđeli i kerubini, a na vrhu Bog ili neki od simbola Sv. Trojstva.
Retabler je kipar ili arhitekt koji stvara retable. Znanja mu obuhvaćaju kompetencije brojnih obrtnika-umjetnika (kipara, slikara, zlatara, polikromista, škrinjara).